# Artur Jorge (futbolista nacido en 1972)
Artur Jorge Torres Gomes Araújo Amorim (Braga, Portugal, 1 de enero de 1972), más conocido como Artur Jorge, es un exfutbolista y entrenador de fútbol portugués. Actualmente dirige al Al-Rayyan de la Qatar Stars League.
Como jugador y entrenador, estuvo más asociado con el Braga, donde pasó toda su carrera como jugador menos una temporada y entrenó a varios de sus equipos, incluidos dos períodos con el equipo principal.

## Carrera como jugador
Nacido en Braga, Artur Jorge jugó principalmente en el Braga. Hizo su debut en la Primeira Liga el 29 de noviembre de 1992, entrando como suplente tardío en la victoria a domicilio por 2-1 contra el Os Belenenses. El 24 de mayo de 1998, fue capitán del equipo en la final de la Copa de Portugal, donde fueron derrotados por 3-1 ante el FC Porto, en la que fue amonestado a los diez minutos por una falta sobre Ljubinko Drulović.
Después de 12 años en el Estádio 1º de Maio, Artur Jorge, de 33 años, se retiró al final de la temporada 2004-05 con el recién ascendido Peñafiel, contribuyendo solo 90 minutos al final de la mitad de tabla del equipo.

## Carrera como entrenador
Artur Jorge comenzó a trabajar como entrenador en el Famalicão, ayudándolos al tercer lugar en los play-offs de la cuarta división, perdiendo por poco el ascenso. Posteriormente trabajó con los menores de 19 años del Braga, que terminaron segundo y tercero en el campeonato juvenil durante su mandato.
A principios de 2012, se anunció que el Braga B se reactivaría y competiría en la Segunda Liga a partir de la próxima campaña. Poco después, Artur Jorge fue nombrado entrenador, logrando un empate 2-2 ante el Benfica B en su debut el 11 de agosto. Renunció el 16 de octubre, después de haber sumado cinco puntos y ninguna victoria en nueve juegos.
En julio de 2013, Artur Jorge fue nombrado como entrenador en el Tirsense. Regresó a las juveniles del Braga en 2017 y se convirtió en el técnico del primer equipo el 1 de julio de 2020 cuando Custódio renunció cuando quedaban cinco partidos de temporada. En su debut, ganó por 4-0 ante el C.D. Aves y aseguró el tercer lugar con una victoria por 2-1 en el último día sobre el campeón FC Porto; poco después fue nombrado responsable del equipo sub-23.
Artur Jorge volvió al Braga B el 16 de junio de 2021. El 18 de mayo de 2022 fue reelegido al frente del equipo principal tras la marcha de Carlos Carvalhal. Su primera temporada en el Estádio Municipal de Braga fue la mejor en la historia del club en puntos (78), victorias (25) y goles (75), ya que superó al Sporting de Lisboa por el tercer puesto que certificó la clasificación a la UEFA Champions League por la primera vez en 11 años. No obstante, su equipo perdió la final de la copa nacional el 4 de junio ante el Oporto, cuyo técnico Sérgio Conceição fue oponente en el partido del mismo resultado 25 años antes.
El 3 de abril de 2024, Artur Jorge se convirtió en entrenador del Botafogo, que le pagó 2 millones de euros al Braga para adquirir sus servicios.El 30 de noviembre, obtuvo la Copa Libertadores después de vencer al Atlético Mineiro en la final.Dos semanas más tarde, conquistó la Serie A luego de derrotar al São Paulo en la última jornada.
En enero de 2025, dejó su cargo en el fútbol brasileño para asumir al frente del Al-Rayyan.

## Clubes

### Como jugador
| Club     | País     | Año       |
| -------- | -------- | --------- |
| Braga B  | Portugal | 1990-2002 |
| Braga    | Portugal | 1992-2002 |
| Penafiel | Portugal | 2004-2005 |

### Como entrenador
| Club      | País     | Año       |
| --------- | -------- | --------- |
| Famalicão | Portugal | 2009-2010 |
| Braga B   | Portugal | 2012      |
| Tirsense  | Portugal | 2013      |
| Limianos  | Portugal | 2017      |
| Braga     | Portugal | 2020      |
| Braga B   | Portugal | 2021-2022 |
| Braga     | Portugal | 2022-2024 |
| Botafogo  | Brasil   | 2024      |
| Al-Rayyan | Catar    | 2025-Act. |

## Estadísticas como entrenador
| Equipo              | Div.                | Temporada           | Liga  | Liga | Liga | Liga | Liga |       | Copa | Copa | Copa | Copa  |    | Internacional | Internacional | Internacional | Internacional | Internacional |   | Otros | Otros | Otros | Otros |    | Totales     | Totales | Totales | Totales | Totales | Totales | Totales | Totales |
| Equipo              | Div.                | Temporada           | Part. | G    | E    | P    | Pos. | Part. | G    | E    | P    | Part. | G  | E             | P             | Pos.          | Part.         | G             | E | P     | Part. | G     | E     | P  | Rendimiento | GF      | GC      | Dif.    |         |         |         |         |
| ------------------- | ------------------- | ------------------- | ----- | ---- | ---- | ---- | ---- | ----- | ---- | ---- | ---- | ----- | -- | ------------- | ------------- | ------------- | ------------- | ------------- | - | ----- | ----- | ----- | ----- | -- | ----------- | ------- | ------- | ------- | ------- | ------- | ------- | ------- |
| Famalicão Portugal  | 3.ª                 | 2009-10             | 22    | 10   | 7    | 5    | 3.º  | -     | -    | -    | -    | -     | -  | -             | -             | -             | -             | -             | - | -     | 22    | 10    | 7     | 5  | 56.06%      | 29      | 20      | +9      |         |         |         |         |
| Famalicão Portugal  | Total               | Total               | 22    | 10   | 7    | 5    | -    | -     | -    | -    | -    | -     | -  | -             | -             | -             | -             | -             | - | -     | 22    | 10    | 7     | 5  | 56.06%      | 29      | 20      | +9      |         |         |         |         |
| Braga B Portugal    | 2.ª                 | 2012-13             | 9     | 0    | 5    | 4    | Inc. | -     | -    | -    | -    | -     | -  | -             | -             | -             | -             | -             | - | -     | 9     | 0     | 5     | 4  | 18.52%      | 6       | 11      | -5      |         |         |         |         |
| Tirsense Portugal   | 4.ª                 | 2013-14             | 8     | 2    | 4    | 2    | Inc. | 2     | 1    | 0    | 1    | -     | -  | -             | -             | -             | -             | -             | - | -     | 10    | 3     | 4     | 3  | 43.33%      | 12      | 12      | +0      |         |         |         |         |
| Tirsense Portugal   | Total               | Total               | 8     | 2    | 4    | 2    | -    | 2     | 1    | 0    | 1    | -     | -  | -             | -             | -             | -             | -             | - | -     | 10    | 3     | 4     | 3  | 43.33%      | 12      | 12      | +0      |         |         |         |         |
| Limianos Portugal   | 4.ª                 | 2016-17             | 15    | 3    | 5    | 7    | 7.º  | -     | -    | -    | -    | -     | -  | -             | -             | -             | -             | -             | - | -     | 15    | 3     | 5     | 7  | 31.11%      | 13      | 20      | -7      |         |         |         |         |
| Limianos Portugal   | Total               | Total               | 15    | 3    | 5    | 7    | -    | -     | -    | -    | -    | -     | -  | -             | -             | -             | -             | -             | - | -     | 15    | 3     | 5     | 7  | 31.11%      | 13      | 20      | -7      |         |         |         |         |
| Braga Portugal      | 1.ª                 | 2019-20             | 5     | 3    | 1    | 1    | 3.º  | -     | -    | -    | -    | -     | -  | -             | -             | -             | -             | -             | - | -     | 5     | 3     | 1     | 1  | 66.67%      | 12      | 4       | +8      |         |         |         |         |
| Braga B Portugal    | 3.ª                 | 2021-22             | 22    | 10   | 7    | 5    | 3.º  | -     | -    | -    | -    | -     | -  | -             | -             | -             | 6             | 1             | 3 | 2     | 28    | 11    | 10    | 7  | 51.19%      | 45      | 39      | +6      |         |         |         |         |
| Braga B Portugal    | Total               | Total               | 31    | 10   | 12   | 9    | -    | -     | -    | -    | -    | -     | -  | -             | -             | -             | 6             | 1             | 3 | 2     | 37    | 11    | 15    | 11 | 43.24%      | 51      | 50      | +1      |         |         |         |         |
| Braga Portugal      | 1.ª                 | 2022-23             | 34    | 25   | 3    | 6    | 3.º  | 11    | 7    | 2    | 2    | 8     | 3  | 1             | 4             | 1/16          | -             | -             | - | -     | 53    | 35    | 6     | 12 | 69.81%      | 107     | 58      | +49     |         |         |         |         |
| Braga Portugal      | 1.ª                 | 2023-24             | 27    | 17   | 5    | 5    | Inc. | 7     | 4    | 2    | 1    | 12    | 6  | 1             | 5             | 1/16          | -             | -             | - | -     | 46    | 27    | 8     | 11 | 64.5%       | 95      | 64      | +31     |         |         |         |         |
| Braga Portugal      | Total               | Total               | 66    | 45   | 9    | 12   | -    | 18    | 11   | 4    | 3    | 20    | 9  | 2             | 9             | -             | -             | -             | - | -     | 104   | 65    | 15    | 24 | 67.31%      | 214     | 126     | +88     |         |         |         |         |
| Botafogo · Brasil   | 1.ª                 | 2024                | 38    | 23   | 10   | 5    | 1.º  | 4     | 2    | 1    | 1    | 12    | 6  | 4             | 2             | 1.º           | 1             | 0             | 0 | 1     | 55    | 31    | 15    | 9  | 65.45%      | 83      | 46      | +37     |         |         |         |         |
| Botafogo · Brasil   | Total               | Total               | 38    | 23   | 10   | 5    | -    | 4     | 2    | 1    | 1    | 12    | 6  | 4             | 2             | -             | 1             | 0             | 0 | 1     | 55    | 31    | 15    | 9  | 65.45%      | 83      | 46      | +37     |         |         |         |         |
| Al-Rayyan Catar     | 1.ª                 | 2024-25             | 11    | 6    | 2    | 3    | 5.º  | 4     | 2    | 1    | 1    | 4     | 1  | 0             | 3             | 1/8           | 1             | 0             | 0 | 1     | 20    | 9     | 3     | 8  | 50%         | 42      | 31      | +11     |         |         |         |         |
| Al-Rayyan Catar     | 1.ª                 | 2025-26             | 1     | 1    | 0    | 0    | -    | 0     | 0    | 0    | 0    | 0     | 0  | 0             | 0             | -             | -             | -             | - | -     | 1     | 1     | 0     | 0  | 100%        | 3       | 1       | +2      |         |         |         |         |
| Al-Rayyan Catar     | Total               | Total               | 12    | 7    | 2    | 3    | -    | 4     | 2    | 1    | 1    | 4     | 1  | 0             | 3             | -             | 1             | 0             | 0 | 1     | 21    | 10    | 3     | 8  | 52.38%      | 45      | 32      | +13     |         |         |         |         |
| Total en su carrera | Total en su carrera | Total en su carrera | 192   | 100  | 49   | 43   | -    | 28    | 16   | 6    | 6    | 36    | 16 | 6             | 14            | -             | 8             | 1             | 3 | 4     | 264   | 133   | 64    | 67 | 58.46%      | 447     | 306     | +141    |         |         |         |         |
| 1. 2. 3.            |                     |                     |       |      |      |      |      |       |      |      |      |       |    |               |               |               |               |               |   |       |       |       |       |    |             |         |         |         |         |         |         |         |

#### Resumen por competiciones
| Competición                          | Partidos | Ganados | Empatados | Perdidos | %      | Resultado              |
| ------------------------------------ | -------- | ------- | --------- | -------- | ------ | ---------------------- |
| Campeonato de Portugal               | 23       | 5       | 9         | 9        | 34.78% | 7.º lugar              |
| Terceira Liga                        | 28       | 11      | 10        | 7        | 51.19% | 3.er lugar             |
| Tercera División de Portugal         | 22       | 10      | 7         | 5        | 56.06% | 3.er lugar             |
| Segunda División de Portugal         | 9        | 0       | 5         | 4        | 18.52% | 20.º lugar             |
| Primeira Liga                        | 66       | 45      | 9         | 12       | 72.73% | 3.er lugar             |
| Copa de Portugal                     | 12       | 7       | 2         | 3        | 63.89% | Subcampeón             |
| Copa de la Liga de Portugal          | 8        | 5       | 2         | 1        | 70.83% | Campeón                |
| Brasileirão                          | 38       | 23      | 10        | 5        | 69.3%  | Campeón                |
| Copa de Brasil                       | 4        | 2       | 1         | 1        | 58.33% | Octavos de final       |
| Liga de fútbol de Catar              | 12       | 7       | 2         | 3        | 63.89% | 5.º lugar              |
| Copa del Emir de Catar               | 4        | 2       | 1         | 1        | 58.33% | Subcampeón             |
| Copa Príncipe de la Corona de Catar  | 0        | 0       | 0         | 0        | 0%     | En disputa             |
| Copa de las Estrellas de Catar       | 0        | 0       | 0         | 0        | 0%     | En disputa             |
| UAE-Qatar Super Shield               | 1        | 0       | 0         | 1        | 0%     | Semifinales            |
| Liga de Campeones de la UEFA         | 10       | 5       | 1         | 4        | 53.33% | Fase de grupos         |
| Liga Europea de la UEFA              | 8        | 4       | 1         | 3        | 54.17% | Dieciseisavos de final |
| Liga Europa Conferencia de la UEFA   | 2        | 0       | 0         | 2        | 0%     | Ronda preliminar       |
| Copa Libertadores                    | 12       | 6       | 4         | 2        | 61.11% | Campeón                |
| Liga de Campeones de Élite de la AFC | 4        | 1       | 0         | 3        | 25%    | Octavos de final       |
| Copa de Clubes Campeones del Golfo   | 0        | 0       | 0         | 0        | 0%     | En disputa             |
| Copa Intercontinental de la FIFA     | 1        | 0       | 0         | 1        | 0%     | Segunda ronda          |
| TOTAL                                | 264      | 133     | 64        | 67       | 58.46% | 3 Títulos              |

## Palmarés

### Como entrenador

#### Campeonatos nacionales
| Título                      | Club     | País     | Año     |
| --------------------------- | -------- | -------- | ------- |
| Copa de la Liga de Portugal | Braga    | Portugal | 2023-24 |
| Campeonato Brasileño        | Botafogo | Brasil   | 2024    |

#### Campeonatos internacionales
| Título            | Club     | Sede         | Año  |
| ----------------- | -------- | ------------ | ---- |
| Copa Libertadores | Botafogo | Buenos Aires | 2024 |